# KID (empresa)
KID (un acrónimo que representa Kindle Imagine Develop) era una empresa con sede en Japón especializada en portar y desarrollar juegos bishōjos.

## Historia
KID se fundó en 1988, con un capital de 160 millones de yenes. [cita requerida] A principios de la década de 1990, se desempeñó principalmente como desarrollador por contrato. Los títulos notables de esta época incluyen Burai Fighter, Low G Man, G.I. Joe, Isolated Warrior y Recca. En 1997, comenzó a portar juegos de PC a consolas de juegos. En 1999, lanzó un título original llamado "Memories Off" en PlayStation, que más tarde se convirtió en su primera serie conocida. En 2000, lanzó el título original Never 7: The End of Infinity, el primero de la serie Infinity. KID también creó el popular juego clandestino de PlayStation Board Game Top Shop. En 2005, KID se convirtió en patrocinador de la serie dramática japonesa "Densha Otoko".
La empresa se declaró quiebra en 2006. Sin embargo, en febrero de 2007 se anunció que las propiedades intelectuales de KID habían sido adquiridas por CyberFront Corporation, que continuaría con todos los proyectos sin terminar hasta su cierre en diciembre de 2013.
Kaga Create luego compró CyberFront Corporation y poseía los derechos de las obras de KID. Después del cierre de Kaga Create, 5pb. Compró los activos de Cyberfront, que también incluían todas las obras de KID.

## Obras

### Infinity
- Infinity Cure
- Never 7: The End of Infinity
- Ever 17: The Out of Infinity
- Remember 11: The Age of Infinity
- 12Riven: The Psi-Climinal of Integral

### Memories Off
- Memories Off
- Memories Off 2nd
- You that became a Memory ~Memories Off~
- Memories Off ~And then~
- Memories Off ~And Then Again~
- Memories Off 5: Togireta Film
- Memories Off #5 encore
- Your Memories Off: Girl's Style

### Otras
- Blocken (Arcade)
- Armored Police Metal Jack (Game Boy)
- Kingyo Chūihō! 2 Gyopichan o Sagase! (Game Boy)
- Battle Grand Prix (SNES)
- Jumpin' Derby (Super Famicom)
- Super Bowling (SNES)
- Super Jinsei Game (serie) (2 & 3) (Super Famicom)
- Chibi Maruko-chan: Okozukai Daisakusen (Game Boy, 1990)
- Chibi Maruko-Chan 2: Deluxe Maruko World (Game Boy, 1991)
- Chibi Maruko-chan 3: Mezase! Game Taishou no Maki (Game Boy, 1992)
- Chibi Maruko-chan 4: Korega Nihon Dayo Ouji Sama (Game Boy, 1992)
- Chibi Maruko-Chan: Maruko Deluxe Gekijou (Game Boy, 1995)
- Burai Fighter
- Low G Man: The Low Gravity Man
- Bananan Ouji no Daibouken
- Kick Master
- G.I. Joe
- G.I. Joe: The Atlantis Factor
- Rock 'n' Ball
- Sumo Fighter: Tōkaidō Basho
- UFO Kamen Yakisoban
- Sutobasu Yarō Shō: 3 on 3 Basketball
- Mini 4WD Shining Scorpion Let's & Go!!
- Pepsiman (PlayStation, 1999)
- Doki! Doki! Yūenchi: Crazy Land Daisakusen (Famicom)
- Ai Yori Aoshi (adaptación para PS2 y PC)
- Ryu-Koku (último juego lanzado antes de la quiebra[cita requerida])
- Separate Hearts
- Ski Air Mix
- Recca (Shooter para Famicom creado para el torneo de juegos "Summer Carnival '92")
- We Are*
- Close to: Inori no Oka
- Yume no Tsubasa
- Max Warrior: Wakusei Kaigenrei
- Kaitou Apricot (PlayStation)
- Kiss yori... (Sega Saturn y WonderSwan)
- 6 Inch my Darling (Sega Saturn)
- Dokomademo Aoku... (port de consumo de TopCat's Hateshinaku Aoi, Kono Sora no Shita de...)
- Kagayaku Kisetsu e (port de consumo de Tactics' One: Kagayaku Kisetsu e)
- She'sn
- Screen (port de consumo de Ather's Campus ~Sakura no Mau Naka de~)
- Emmyrea (port de consumo de Penguin Soft's Nemureru Mori no Ohime-sama)
- My Merry May
- Iris
- Flamberge no Seirei (port de consumo de Nikukyuu's Mei King)
- Prism Heart (Dreamcast)
- Oujisama Lv1 (PlayStation)
- Boku to Bokura no Natsu (Dreamcast)
- Monochrome (PlayStation 2 y PSP)
- Hōkago Ren'ai Club – Koi no Etude (Sega Saturn)
- Subete ga F ni Naru (PlayStation)